# Fear and Loathing in Las Vegas (film)
Fear and Loathing in Las Vegas is een film uit 1998 van regisseur Terry Gilliam, gebaseerd op het gelijknamige boek uit 1971 van Hunter S. Thompson. De film werd genomineerd voor een Gouden Palm op het Filmfestival van Cannes.

## Verhaal
Journalist Raoul Duke (in de verfilming gespeeld door Johnny Depp) en zijn advocaat Dr. Gonzo (in de verfilming gespeeld door Benicio del Toro) rijden naar Las Vegas om er een motorcrosswedstrijd te bekijken. Raoul moet een verslag over de race schrijven, wat maar niet wil lukken, omdat hij en zijn advocaat telkens in de vreemdste en trippende gebeurtenissen belanden. Ze reizen in een rode cabriolet, die volgestouwd zit met drank en drugs. Ze beleven een hallucinante trip naar het hart van The American Dream. Duke noemt dit gebeuren een opdracht; voor Dr. Gonzo is het een missie om zijn cliënt voor zelfverwoesting te behoeden.
In de film vraagt Dr. Gonzo daarin of Thompson er klaar voor is om in te checken onder een valse naam, waarna zij bij de hotelbalie het pseudoniem Raoul Duke gebruiken. In het oorspronkelijke boek is duidelijker dat dit een verwijzing is naar het feit dat Duke een alter ego is van schrijver Hunter S. Thompson.

## Rolverdeling
| Acteur             | Personage                          |
| ------------------ | ---------------------------------- |
| Johnny Depp        | Raoul Duke                         |
| Benicio del Toro   | Dr. Gonzo / Oscar Z. Acosta        |
| Tobey Maguire      | Lifter                             |
| Ellen Barkin       | Serveerster North Star Cafe        |
| Gary Busey         | Snelwegpolitie                     |
| Christina Ricci    | Lucy                               |
| Mark Harmon        | Tijdschriftjournalist van Mint 400 |
| Cameron Diaz       | Blonde tv-reporter                 |
| Katherine Helmond  | Baliemedewerker Mint Hotel         |
| Michael Jeter      | L. Ron Bumquist                    |
| Penn Jillette      | Carnie Talker                      |
| Lyle Lovett        | Road Person                        |
| Flea               | Muzikant                           |
| Harry Dean Stanton | Rechter                            |